# يواكيم بونييه
يواكيم بونييه (بالسويدية: Joakim Bonnier) مواليد 31 يناير 1930 في السويد، كان سائق فورملا 1 سويدي سابق بدأ مسيرته الاحترافية سنة 1956. كان أول سباق له هو جائزة إيطاليا الكبرى 1956، حقق أول فوز له في جائزة هولندا الكبرى 1959. خاض خلال مسيرته 108 سباقاً فاز في 1 منها.

## سباقات شارك فيها
- لو مان 24 ساعة
- بطولة العالم للسيارات الرياضية

## بطولات حققها
- جائزة هولندا الكبرى 1959

## روابط خارجية
- يواكيم بونييه على موقع Racing-Reference.info (الإنجليزية)
- يواكيم بونييه على موقع DriverDB.com (الإنجليزية)
- يواكيم بونييه على موقع eWRC-results.com (الإنجليزية)